# Neptis paucalba
Neptis paucalba är en fjärilsart som beskrevs av Hagen 1898. Neptis paucalba ingår i släktet Neptis och familjen praktfjärilar. Inga underarter finns listade i Catalogue of Life.